# ۱۰۵۴ (خورشیدی)
۱۰۵۴ هزار و پنجاه و چهارمین سال هجری خورشیدی است.

## رویدادها
- تألیف کتاب عالم‌آرای صفوی (برابر ۱۰۸۶ قمری)